# ズルツバッハ (タウヌス)
ズルツバッハ (タウヌス) (ドイツ語: Sulzbach (Taunus), ドイツ語発音: [ˈzʊlt‿sbax]) は、ドイツ連邦共和国ヘッセン州マイン＝タウヌス郡の町村（以下、本項では便宜上「町」と記述する）である。ズルツバッハは、1964年に開業したドイツで最初のショッピングセンター「マイン＝タウヌス・センター」で知られている。

## 地理

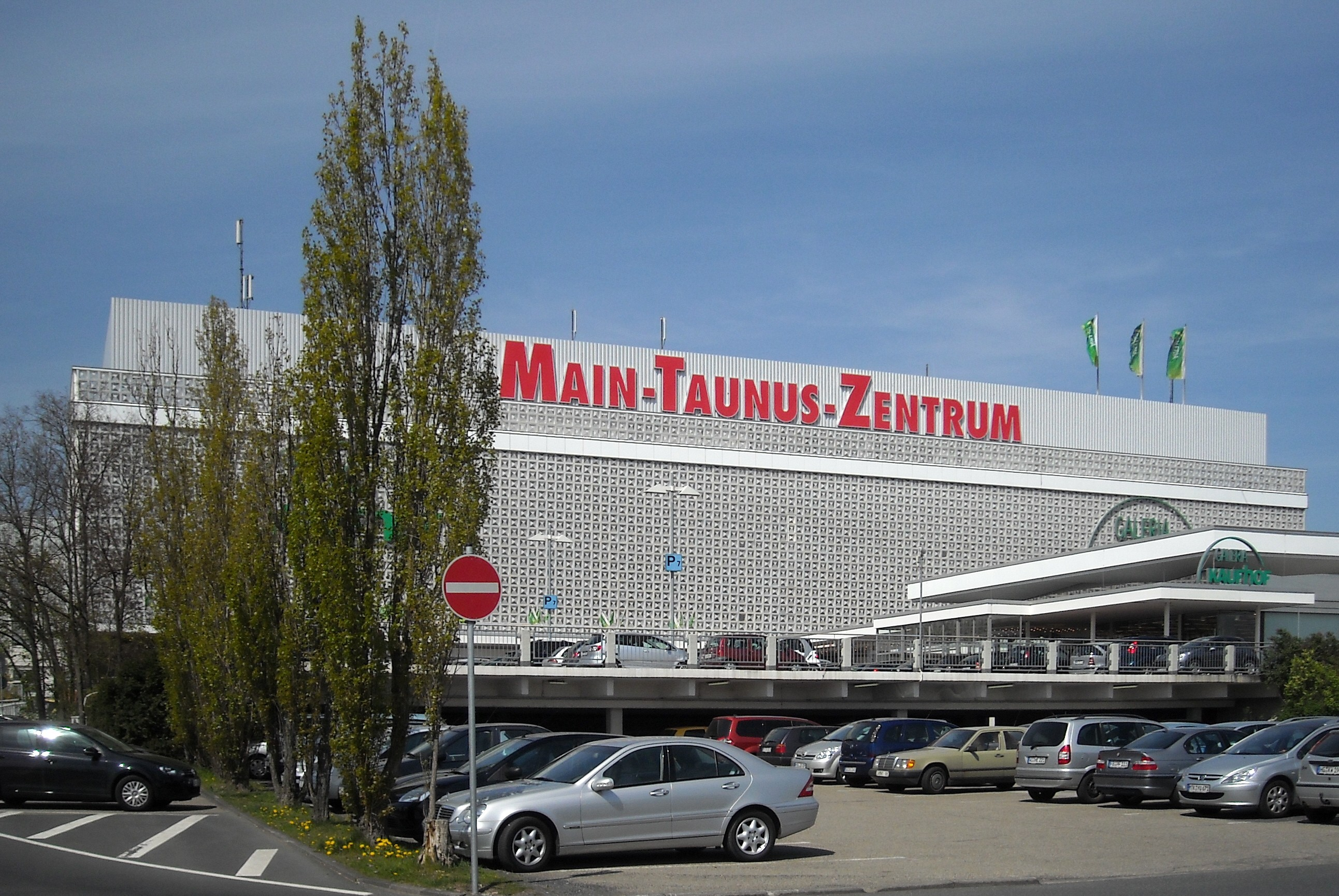
マイン＝タウヌス・センター

### 位置
ズルツバッハは、マイン盆地とタウヌス山地南端の間に位置している。南はフランクフルト・アム・マインと接している。フランクフルトの中心街までは 15 km、フランクフルト空港までは 18 km、ヴィースバーデンまでは 35 km の距離にある。
町域を南から北に、かつては主要街道だったケーニヒシュタイナー通り、すなわち州道 L3266号線がかすめて通っている。この道路は現在、フォルダータウヌス地方の主要な連絡路となっており、2010年に 4車線に拡張された。

### 土壌
ズルツバッハは、その大部分が黄土質の土地に位置している。それ以外は砂や泥が、一部はロームと、一部は重く肥沃な表土と混ざった土地である。こうした土壌は農業に適している。ズルツバッハでは、10軒が営農している。最初の定住時代からすでに、ズルツバッハでは穀物の栽培が行われていた。後にはジャガイモやトウモロコシの栽培が行われ、現在まで続いている。最近ではナタネやテンサイの栽培が増えている。農産物の直販は多くのズルツバッハの商店にとって重要な商品である。新鮮な食料品が農家から直接納入されることは、住民たちから高く評価されている。

### 隣接する市町村
ズルツバッハは、北東はシュヴァルバッハ・アム・タウヌス、南は郡独立市のフランクフルト・アム・マイン、西はリーダーバッハ・アム・タウヌス、北西はバート・ゾーデン・アム・タウヌスと境を接している（フランクフルト以外はいずれもマイン＝タウヌス郡）。

## 歴史
ズルツバッハは、1035年に初めて文献に記録されている。領主が入れ替わる時代があり、時に自由都市フランクフルトに担保として委託された時期もあったが、その後「ライヒスドルフ」（神聖ローマ帝国直轄の村）となった。高等裁判権は 1561年にはフランクフルトとプファルツ選帝侯が分割して所有していたが、1613年にプファルツ選帝侯のものとなった。
三十年戦争では、ヘーヒストの戦いの際にこの村は焼き払われ、これにより教会も被害を受けた。1650年のベルクシュトラーセ会談の後、領土交換により、ズルツバッハの代官はマインツ選帝侯が担当することとなった。最も古い部分は 1150年にまで遡る教会は、1660年に再建され、1724年に改築されている。ズルツバッハは、最後（1803年）まで帝国直轄の村として存続し続けたわずか 5つの村の 1つであった。この村は、1804年からライン川右岸側のマインツ選帝侯領とともにナッサウ大公国の一部となり、1866年にプロイセン王国領となった。
第二次世界大戦後、ズルツバッハは新たに設けられたヘッセン州の一部となった。1970年代のヘッセン州の地域再編の際、この町は町長カール・ラインケの尽力により町域をわずかに改編されただけであった。バート・ゾーデン・アム・タウヌスへの合併計画は住民の強い抵抗とヘッセン州違憲審査裁判所への提訴により、退けられた。
1964年、町内にアメリカのショッピングセンターをモデルとしたマイン＝タウヌス・センターが建設され、ズルツバッハの堅実な税収源となった。

## 宗教

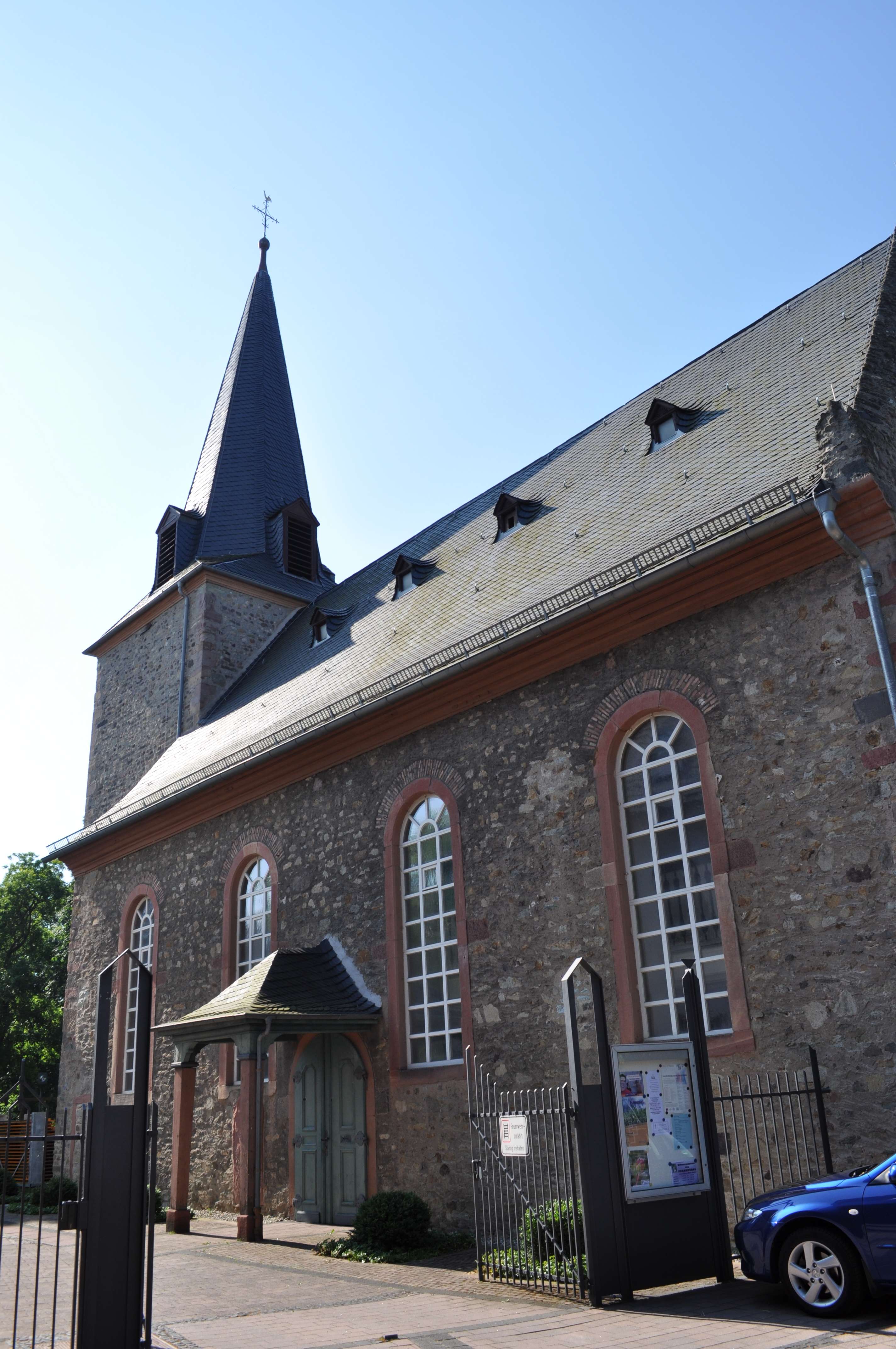
ズルツバッハのプロテスタント教会

ズルツバッハには、カトリック教会が 1棟、プロテスタント教会が 1棟と、新使徒派教会がある。
プラッツ・アン・デア・リンデのプロテスタント教会は、8世紀の木造教会を起源とする。現在の教会堂で最も古い部分は、1031年の教会塔である（ズルツバッハの文献上の初出よりも 4年早い）。内部がフレスコで飾られた教会塔のアプシスは15世紀に建造されたものである。当時の教会堂は三十年戦争の間、1622年6月7日のヘーヒストの戦いで完全に焼失した。この教会堂の詳細については解っていない。1652年から1659年に教会が建立された。現在の教会堂は、1724年に建設されたものである。この教会は、本来の建築様式であるバロック様式と、ロマネスク様式やゴシック様式の時代の礼拝堂とに分けることができる。内部には 2基の祭壇、2つの聖歌隊席とオルガンがある。
- プロテスタント教会の教会塔
- ズルツバッハのカトリック教会

## 行政

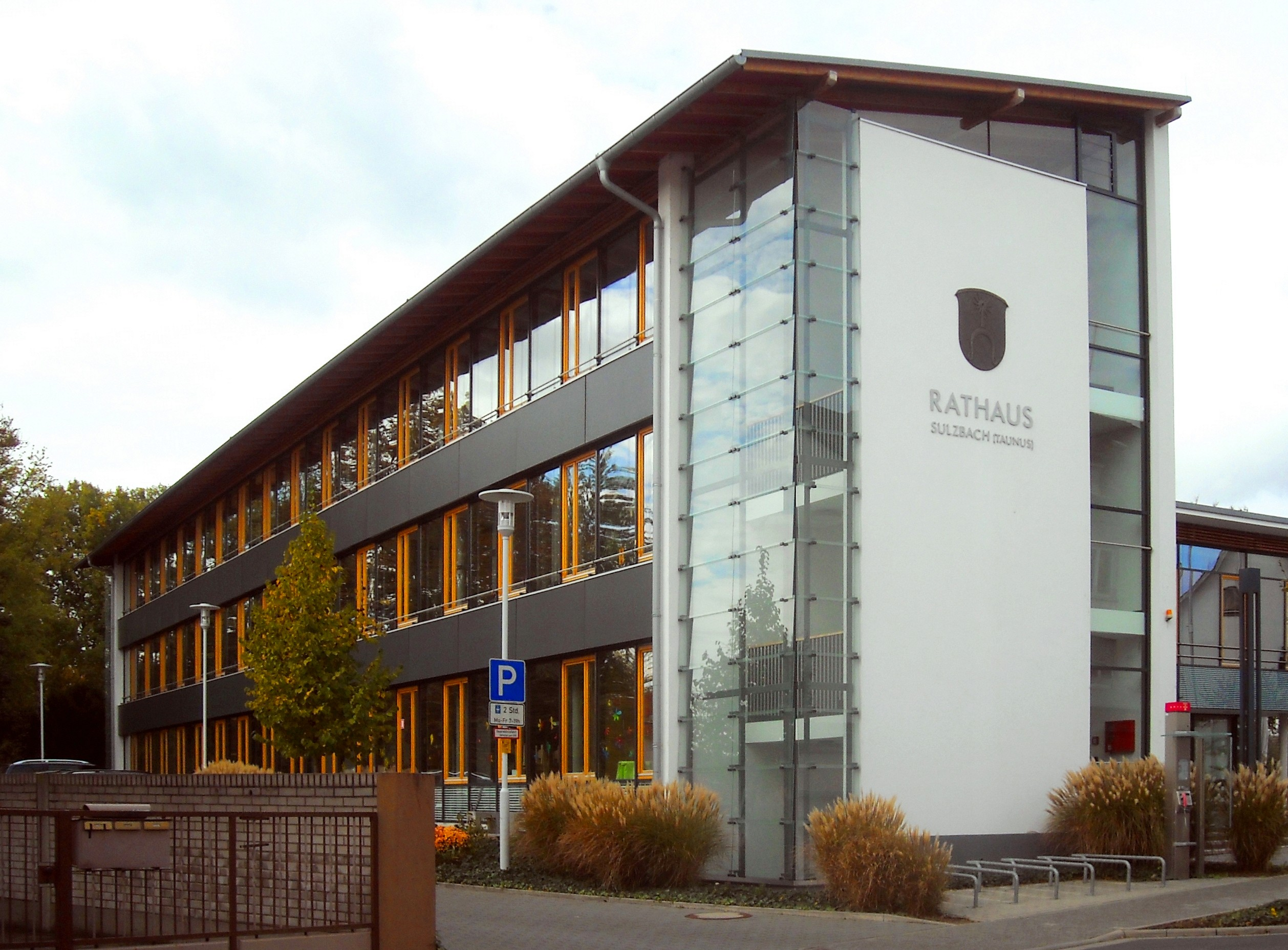
ズルツバッハの町役場

### 議会
ズルツバッハ (タウヌス) の町議会は 31議席からなる。

### 首長
エルマー・ボチーク (CDU) は、2015年11月22日の選挙で 55.3 % の票を獲得し、対立候補のレナーテ・ヴォルフ (SPD) を破って町長に選出された。この選挙の投票率は 52.6 % であった。エルマー・ボチークは、2016年5月1日に町長に就任した。

### 紋章
図柄: 赤地に取り付け金具がついた拍車

### 姉妹自治体
- ポン＝サント＝マクサンス（フランス、オワーズ県）1982年
- ヤブロネツ・ナト・イゼロウ（チェコ、リベレツ州）1987年
- シェーンハイデ（ドイツ、ザクセン州）1990年

## 文化と見所

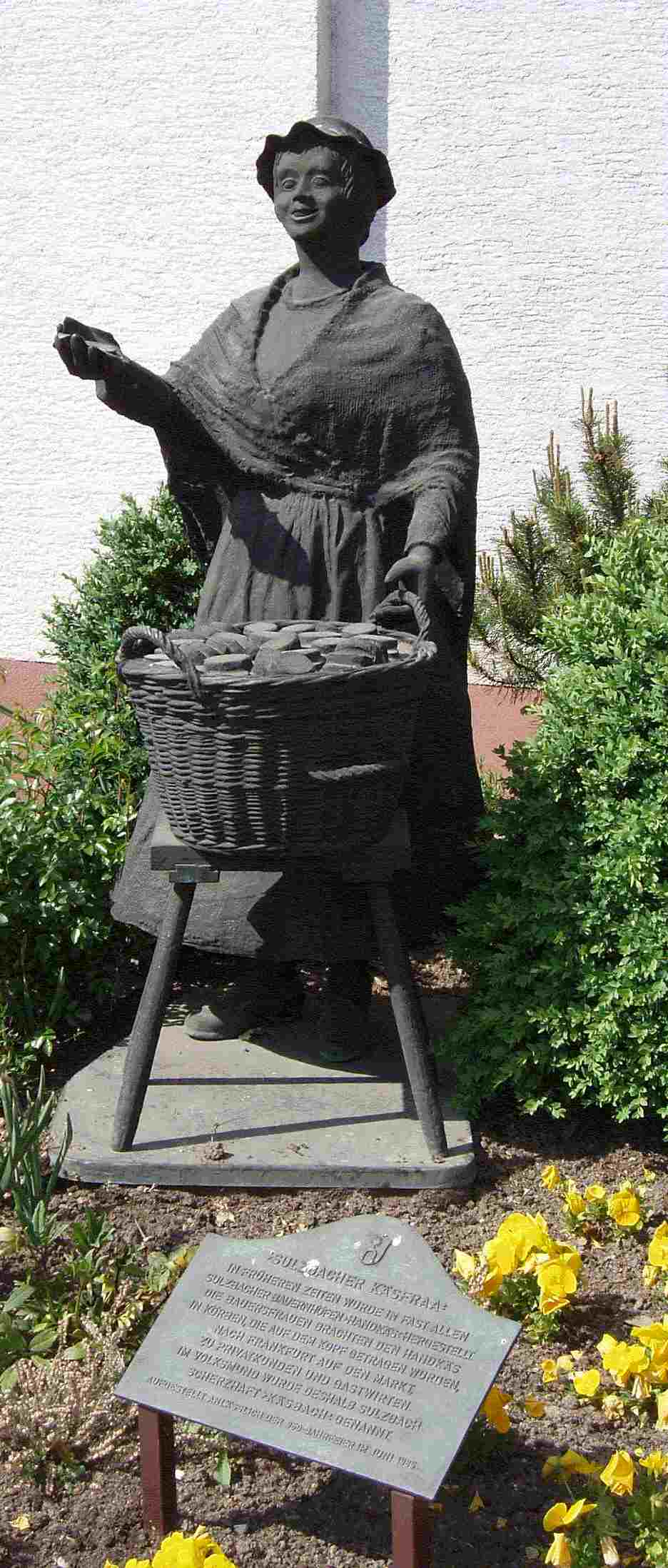
ケーゼフラー

### ケーゼフラー
1985年にケーゼフラー（ケスフラーまたはケーゼフラウとも呼ばれる）の記念碑が建立された。中世、ズルツバッハではハントケス（チーズ）の生産が普及していた。ズルツバッハの農婦たちはこれをフランクフルトのマーケットで売っていた。この付近では、ズルツバッハはふざけてケスバッハと呼ばれていた。これにちなんで、町の 950年祭に銅像が建立されたのである。ワインの産地で「ワインの女王」が選ばれるように、ズルツバッハでは2010年から毎年ズルツバッハのケスフラーが選ばれる。

### ダレスのクリスマスピラミッド
1990年からズルツバッハはエルツ山地の町シェーンハイデと姉妹自治体となった。2000年のアドヴェントに、両町の姉妹自治体締結を示すため、町の中心にある広場ダレスにエルツ山地の習俗であるクリスマスピラミッドが設けられた。

### ビュルガーブルンネン
教会前の広場「プラッツ・アン・デア・リンデ」にビュルガーブルンネン（住民の泉）がある。この泉は、青銅製のリング型のモニュメントからなり、1989年に造られた。

### 公園
デア・パルク（公園）は、町の中を通る鉄道沿いに設けられている。公園の中をズルツバッハ川が流れ、公園の中央で池を形成している。その傍らに公開イベントに利用される四阿がある。
- ダレスのクリスマスピラミッド
- ビュルガーブルンネン
- 公園の四阿
- 公園

### 祭
- ヴァルトヒェスターク - 聖霊降臨祭後の火曜日に消防署で開催される。
- ズルツバッハの街道祭 - 6月の最終末にダレスで開催される。
- フォルクローレ・フェスティバル - 9月の第1日曜日にダレスで開催される。
- ズルツバッハのケルプ - 10月の第3土曜日から翌週末の日曜日までダレスで開催される。
- ガラ・カルネヴァルスジッツング（謝肉祭の正装会議） - 謝肉祭の4週前の通常土曜日にアイヒヴァルトハレで開催される。
- クリスマスマーケット - 第1アドヴェント前の土曜日にダレスで開催される。

## 経済と社会資本

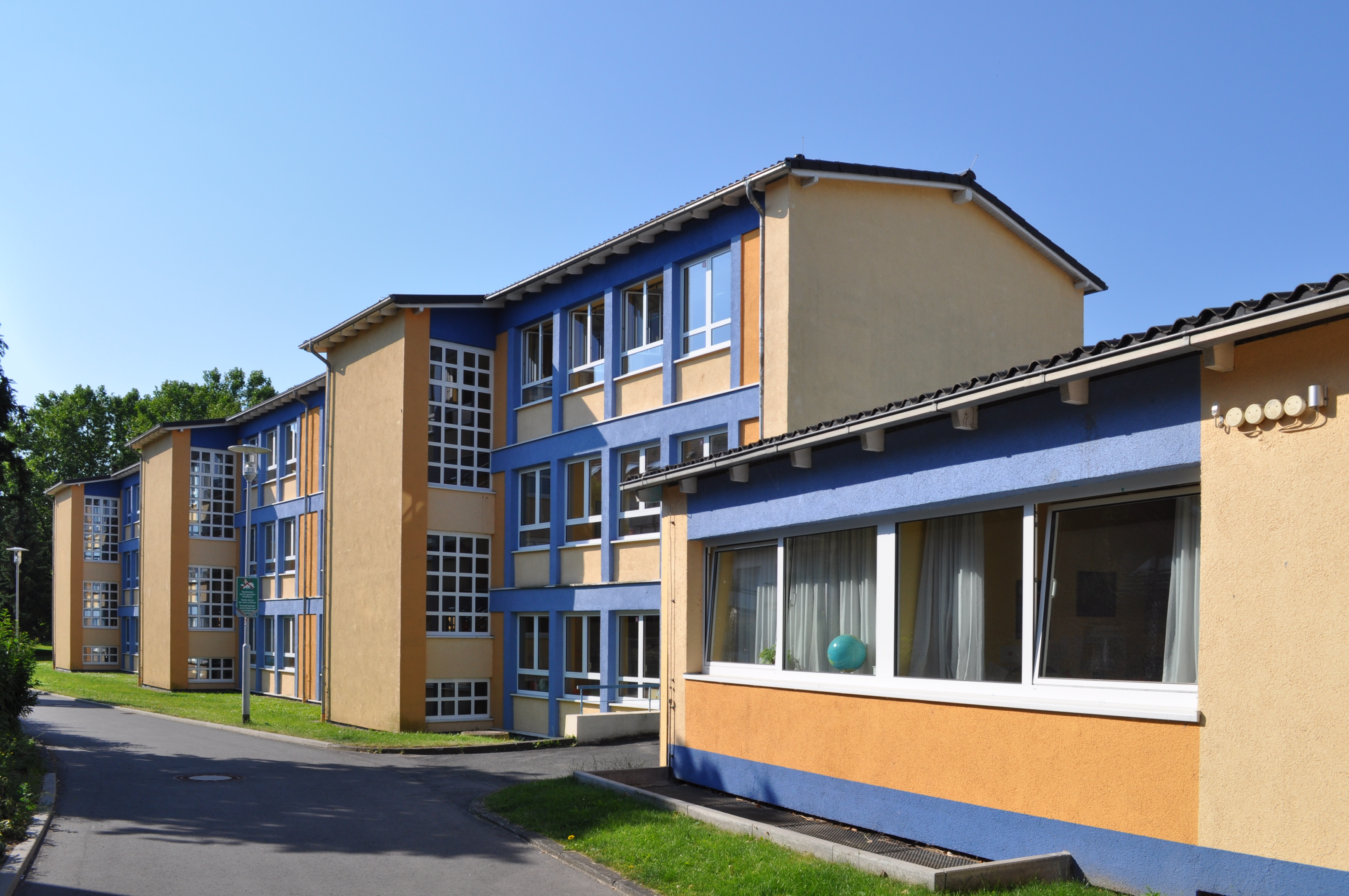
クレッチュマーシューレ

### 教育
この町には以下の学校がある。
- クレッチュマーシューレ、基礎課程学校
- メンデルスゾーン＝バルトルディー＝シューレ（アイヒヴァルトシューレ）、総合学校

この他に 5つの幼稚園がある。
- アイスフォーゲル幼稚園
- プフィッフィクス幼稚園
- ヴァルトネスト幼稚園
- 福音主義幼稚園
- カトリックの幼稚園・保育園

青年活動のためには、ユーゲントハウス（青年の家）がある。アイヒヴァルトハレ・ズルツバッハは町の体育館である。

### 消防団
ズルツバッハ (タウヌス) 自衛消防団は、1930年から活動しており、本部には 7台の車輌を有している。

## 人物

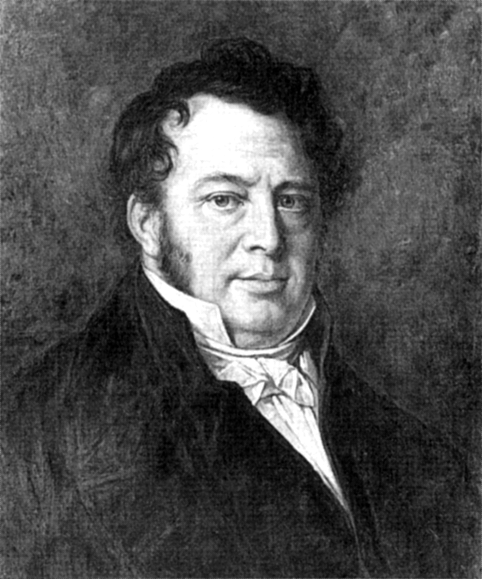
フィリップ・ヤーコプ・クレッチュマー

### 出身者
- フィリップ・ヤーコプ・クレッチュマー（1786年 - 1845年）解剖学者、医師、動物学者。フランクフルトのゼンケンベルク自然史協会の創設メンバーである。プロテスタント教会裏の緑地に記念碑がある。

## 引用
1. ↑  Hessisches Statistisches Landesamt: Bevölkerung in Hessen am 31.12.2023 (Landkreise, kreisfreie Städte und Gemeinden, Einwohnerzahlen auf Grundlage des Zensus 2011)]
2. ↑  Max Mangold, ed (2005). Duden, Aussprachewörterbuch (6 ed.). Dudenverl. p. 756. ISBN 978-3-411-04066-7
3. ↑  2011年3月27日の町議会議員選挙結果、ヘッセン州統計局（2013年6月15日 閲覧）
4. ↑  2015年のズルツバッハ町長選挙決選投票結果（2017年3月26日 閲覧）